# Girotte-Talsperre

Wappen des nahen Hauteluce

Die Girotte-Talsperre ist eine Talsperre in Frankreich im Département Savoie. Die Talsperre dient der Stromerzeugung; es werden aus Wasserkraft 170 GWh Strom pro Jahr erzeugt.
Die Girotte-Talsperre ist die höchstgelegene einer Gruppe von Talsperren:
- Girotte-Talsperre 1720 m
- Gittaz-Talsperre 1562 m
- Saint-Guérin-Talsperre 1559 m
- Roselend-Talsperre 1400 m